# Strange Weather
Strange Weather är ett album av Glenn Frey, utgivet i juli 1992 på skivbolaget MCA. Albumet var Freys fjärde soloalbum efter tiden i Eagles och det är producerat av Glenn Frey, Elliot Scheiner och Don Was.
"Part of Me, Part of You" kan höras under sluttexterna till filmen Thelma och Louise 1991.

## Låtlista
Singelplacering i Billboard inom parentes
1. "Silent Spring (Instrumental Prelude)" (Glenn Frey/Jay Oliver) - 0:40
2. "Long Hot Summer" (Glenn Frey/Jack Tempchin/Hawk Wolinski) - 5:17
3. "Strange Weather" (Glenn Frey/Jack Tempchin/Jay Oliver) - 5:03
4. "Agua Tranquillo" (instrumental) (Glenn Frey) - 0:50
5. "Love in the 21st Century" (Glenn Frey/Jack Tempchin/Danny Kortchmar) - 6:12
6. "He Took Advantage (Blues for Ronald Reagan)" (Glenn Frey/Jack Tempchin) - 4:42
7. "River of Dreams" (Glenn Frey/Jack Tempchin) - 6:07
8. "I've Got Mine" (Glenn Frey/Jack Tempchin) - 5:35 (#91)
9. "Rising Sun" (instrumental) (Glenn Frey/Jay Oliver)  - 0:38
10. "Brave New World" (Glenn Frey/Jack Tempchin) - 6:20
11. "Delicious" (Glenn Frey/Jack Tempchin) - 3:47
12. "A Walk in the Dark" (Glenn Frey/Jay Oliver) - 5:18
13. "Before the Ship Goes Down" (Glenn Frey/Jack Tempchin) - 4:31
14. "Big Life" (Glenn Frey/Jack Tempchin) - 4:18
15. "Part of Me, Part of You" (Glenn Frey/Jack Tempchin) - 5:57 (#55)